# Szeptember 21.
Szeptember 21. az év 264. (szökőévben 265.) napja a Gergely-naptár szerint. Az évből még 101 nap van hátra.
Névnapok: Máté, Mirella + Ifigénia, Ildikó, Ilka, Jónás, Marilla, Maura, Méráb, Mira

## Események
- 1235 – Julianus barát domonkos szerzetes és három társa útnak indul Béla herceg megbízásából, hogy Konstantinápolyon és a Fekete-tengeren át eljussanak Magna Hungariába, a keleti magyarok lakóhelyére.[1]
- 1415 – Zsigmond magyar és német király személyesen találkozott I. Ferdinánd aragóniai királlyal annak betegágyánál az akkor Katalóniához tartozó Perpignanban, hogy a nagy nyugati egyházszakadás megszüntetéséhez megnyerje Hispania urát, aki Kasztília régense is volt. Majd közvetlenül utána látogatta meg a királyi család többi tagját.
- 1741 – Pozsonyban magyar királyként Mária Terézia férje, Lotaringiai Ferenc István esküt tett a magyar rendek előtt, de őt nem koronázták meg.
- 1773 – Mária Terézia osztrák főhercegnő, magyar királynő e napon kihirdetteti a jezsuita rend feloszlatásáról szóló, július 21-én kiadott pápai bullát. A jezsuita rend elkobzott vagyonát a Magyar Kamara kezeli, e vagyonból alapítják meg a Tanulmányi Alapot. Ez teszi lehetővé a magyarországi oktatásügy reformját és szervezetének jelentős átalakítását is.
- 1792 – Lemond XVI. Lajos francia király. A Konvent egyhangúlag elhatározza a monarchia megszüntetését, és a királyt trónfosztottnak nyilvánítja.
- 1792 – Kikiáltják a Francia Köztársaságot.[2]
- 1846 – Széchenyi István születésének jubileumi évfordulójára időzítve - Balatonfüreden vízre bocsátották a „Kisfaludy” névre keresztelt gőzhajót, és ezzel kezdetét vette a Balatonon a gőzhajózás.
- 1883 – Madách Imre: „Az ember tragédiája” c. művének ősbemutatója a Nemzeti Színházban.
- 1892 – Bemutatják Milánóban Leoncavallo a „Bajazzók” („I Pagliacci”) c. operáját.
- 1921 – A Ludwigshafen melletti Oppau városban felrobban a BASF vegyiüzem műtrágya-raktára. A német ipar addigi legsúlyosabb katasztrófájában 561 ember veszti életét, a lerombolt városban 7500-an válnak hajléktalanná.
- 1930 – Johann Ostermeyer feltalálja a vakulámpát (villanófényt).
- 1937 - Megjelent J. R. R. Tolkien: A hobbit vagy oda és vissza, röviden: A hobbit (Szobotka Tibor fordításában: A babó) című regénye az Egyesült Királyságban.
- 1942 – Először száll fel az amerikai légierő B-29-es bombázó repülőgépe.[3]
- 1944 – Brit-amerikai légitámadások a békéscsabai és a debreceni vasúti pályaudvarok ellen. Debrecenben igen nagy károkat okoznak. Lebombázzák a kiskörei, tiszafüredi vasúti hidakat, bombatalálattól súlyosan megsérül, és részben leszakad a bajai vasúti híd is.
- 1955 – Emilio Segrè és Owen Chamberlain Berkeleyben felfedezik az antiprotont.
- 1957 – Az Azori-szigetek közelében elsüllyed a német Pamir teherszállító vitorláshajó, mely gabonát szállított Buenos Airesből Hamburg felé. A személyzet 80 tagja életét vesztette.[4]
- 1963 – Eredménytelen határtárgyalások a Kínai Népköztársaság és a Szovjetunió között.
- 1964 – Málta elszakad Nagy-Britanniától, és kikiáltja függetlenségét.
- 1973 – Nagycenken felavatják a Széchenyi István-emlékmúzeumot.
- 1975 – Az első nyugati pop-sztár (Elton John) fellépése a Szovjetunióban.
- 1980 – Iraki csapatok benyomulnak Iránba, ezzel megkezdődik a két ország közötti háború.
- 1991 – Örményország függetlenné vált a Szovjetuniótól.
- 1993 – Borisz Jelcin feloszlatja az orosz parlamentet.
- 1993 – Németországból illegális úton 200 tonna veszélyes hulladék kerül Magyarországra.
- 1997 – Jobboldali fordulat a lengyelországi választásokon, a Szolidaritás Választási Akció győzelmével.
- 2022 – Az Ukrajna elleni invázió részeként Vlagyimir Putyin elnök Oroszországban részleges mozgósítást rendel el, amely ugyanazon a napon megkezdődik.[5]

## Sportesemények
Formula–1
- 1986 –  portugál nagydíj, Estoril - Győztes: Nigel Mansell  (Williams Honda Turbo)
- 1997 –  osztrák nagydíj, Österreichring - Győztes: Jacques Villeneuve  (Williams Renault)
- 2014 –  szingapúri nagydíj, Singapore Street Circuit - Győztes:Lewis Hamilton  (Mercedes)

## Születések
- 1452 – Girolamo Savonarola itáliai Domonkos-rendi szerzetes († 1498)
- 1755 – Charles Pictet de Rochemont svájci francia politikus, diplomata († 1824)
- 1791 – Gróf Széchenyi István magyar főrend, a Magyar Tudományos Akadémia alapítója († 1860)
- 1817 – Gál Sándor honvéd tábornok († 1866)
- 1832 – Louis-Paul Cailletet francia fizikus, az alacsony hőmérsékletek kutatója († 1913)
- 1840 – V. Murád az Oszmán Birodalom 34. szultánja († 1904)
- 1842 – II. Abdul-Hamid az Oszmán Birodalom 35. szultánja († 1918)
- 1853 – Heike Kamerlingh Onnes holland fizikus, Nobel-díjas, a szupravezetés felfedezője († 1926)
- 1860 – Preisz Hugó orvos, állatorvos, bakteriológus, az MTA tagja († 1940)
- 1866 – H(erbert) G(eorge) Wells angol író († 1946)
- 1866 – Charles Jean Henri Nicolle Nobel-díjas (1928) francia bakteriológus († 1936)
- 1874 – Gustav Holst angol zeneszerző, zenepedagógus („A bolygók”) († 1934)
- 1892 – Károlyi Mihályné (sz. Andrássy Katinka), Károlyi Mihály felesége, a „Vörös grófnő” († 1985)
- 1894 – Péchy Blanka magyar színésznő, író, előadóművész, nyelvművelő († 1988)
- 1895 – Szergej Alekszandrovics Jeszenyin orosz költő († 1925)
- 1902 – Fejes Teri magyar színésznő a Vidám Színpad örökös tagja († 1994)
- 1909 – Kwame Nkrumah afrikai politikus, a független Ghána első miniszterelnöke († 1972)
- 1912 – Chuck Jones amerikai rajzfilmkészítő („Bugs Bunny”, „Daffy Duck”) († 2002)
- 1914 – Bakó Árpád romániai magyar atléta, pedagógus († 1990)
- 1920 – Vico Torriani svájci énekes, színész, előadóművész († 1998)
- 1926 – Donald Arthur Glaser Nobel-díjas amerikai fizikus és neurobiológus († 2013)
- 1928 – Sinkovits Imre Kossuth-díjas magyar színművész, a nemzet színésze († 2001)
- 1929 – Kocsis Sándor magyar labdarúgó, az Aranycsapat kiemelkedő csatára († 1979)
- 1931 – Larry Hagman amerikai színész (Jockey Ewing a „Dallas”-ból) († 2012)
- 1934 – Leonard Cohen kanadai énekes, zeneszerző († 2016)
- 1935 – Vekerdy Tamás magyar pszichológus, író († 2019)
- 1943 – Jerry Bruckheimer amerikai producer
- 1945 – Németh László magyar színész († 2011)
- 1947 – Gereben Ágnes magyar irodalomtörténész, műfordító, kritikus, egyetemi tanár († 2015)
- 1947 – Sipeki Tibor magyar színész
- 1947 – Stephen King amerikai író, az úgynevezett popkultúra első számú írójaként szokták emlegetni
- 1950 – Bill Murray Golden Globe-díjas amerikai színész, komikus
- 1951 – Köves László magyar színész
- 1955 – Bökönyi Laura magyar színésznő († 2008)
- 1955 – Szirtes Ági Kossuth- és Jászai Mari-díjas magyar színésznő, érdemes művész.
- 1961 – Nancy Travis amerikai színésznő
- 1961 – Tone Tiselj szlovén kézilabdaedző
- 1962 – Rob Morrow amerikai színész
- 1967 – Faith Hill amerikai country-énekes
- 1970 – Kiss Endre a Hooligans együttes dobosa
- 1970 – Pintér Béla Jászai Mari-díjas magyar színész, zenész, drámaíró, rendező
- 1972 – Szente B. Levente romániai magyar költő, újságíró.
- 1976 – Sári Attila zenész, zeneszerző, előadóművész
- 1977 – Kiss Gergely háromszoros olimpiai bajnok magyar vízilabdázó
- 1981 – Olt Tamás magyar színész, rendező, zeneszerző
- 1981 – Gulyás Gergely magyar jogász, politikus, miniszter
- 1983 – Maggie Grace amerikai színésznő
- 1983 – Joseph Mazzello amerikai színész
- 1984 – Ben Wildman-Tobriner amerikai úszó
- 1986 – Lindsey Stirling hegedűművész, táncos, előadóművész, zeneszerző
- 1989 – Jason Derulo amerikai énekes

## Halálozások
- 19 – Vergilius római költő, író (* I. e. 70)
- 454 – Flavius Aëtius római hadvezér, államférfi (* 390 körül)
- 687 – Konon pápa (* 630)
- 1558 – V. Károly német-római császár, I. Károly néven spanyol király (* 1500).
- 1576 – Gerolamo Cardano itáliai matematikus, fizikus, orvos, jós (* 1501)
- 1797 – Schallhas Károly Fülöp magyar festőművész, grafikus (* 1769)
- 1832 – Sir Walter Scott skót író (* 1771)
- 1836 – John Stafford Smith angol zeneszerző (* 1750)
- 1837 – Bezerédj Amália magyar írónő, a kisdedóvás és a magyar gyermekirodalom úttörője (* 1804)
- 1860 – Arthur Schopenhauer német költő, filozófus (* 1788)
- 1909 – Chyzer Kornél magyar orvos, balneológus, zoológus (* 1836)
- 1937 – Munkácsi Bernát nyelvész, finnugrista, turkológus, orientalista, néprajztudós (* 1860)
- 1939 – Armand Călinescu román kormányfő (* 1893)
- 1942 – Péchy László földbirtokos, főispán, császári és királyi kamarás, országgyűlési képviselő (* 1877)
- 1945 – Siklódy Lőrinc magyar szobrászművész (* 1876)
- 1952 – Frank Luptow (Frankie Lueptow) amerikai autóversenyző (* 1905)
- 1960 – Koréh Endre magyar operaénekes (basszus) (* 1906)
- 1972 – Henry de Montherlant francia író, esszéista, drámaíró, akadémikus (* 1895)
- 1982 – Ungváry László Kossuth-díjas magyar színész, kiváló művész (* 1911)
- 1987 – Jaco Pastorius amerikai jazz basszusgitáros, zeneszerző (* 1951)
- 1988 – Milloss Aurél magyar táncművész, koreográfus (* 1906)
- 1997 – Zólyomi Bálint botanikus, az MTA tagja (* 1908)
- 1998 – Rozgonyi Iván magyar költő, műfordító, újságíró, a „Fotóművészet” volt szerkesztője (* 1926)
- 1998 – Florence Griffith-Joyner amerikai atlétanő (* 1959)
- 2022 – Bodó Andrea olimpiai bajnok magyar tornász, sportvezető (* 1934)

## Nemzeti ünnepek, évfordulók, események
- Örmény Köztársaság: Az 1991-es Függetlenség napja
- Máltai Köztársaság: A Függetlenség napja (1964)
- Belize: A Függetlenség napja, (1981), az Egyesült Királyság utolsó gyarmata volt az amerikai kontinensen.
- A magyar dráma napja 1984-től. (1883. szeptember 21-én tartották Madách Imre Az ember tragédiája című drámai költeményének ősbemutatóját a Nemzeti Színházban Paulay Ede rendezésében.)
- Alzheimer Világnap: az Egészségügyi Világszervezet támogatásával – a Nemzetközi Alzheimer Társaság kezdeményezte 1994-ben. Magyarország első alkalommal 2001-ben csatlakozott a világnaphoz.
- A Magyar Termék Napja: civilek kezdeményezésére, Széchenyi István születésnapján
- A béke nemzetközi napja. ENSZ ünnep.
- A hála világnapja (1965-től)